# Guts Over Fear
Guts Over Fear è un singolo del rapper statunitense Eminem, pubblicato il 25 agosto 2014 come primo estratto dalla raccolta Shady XV.

## Descrizione
Il brano tratta delle insicurezze del rapper e delle sue lotte come artista. Il ritornello, cantato da Sia, riguarda invece il sentirsi molto più forti davanti alle avversità. Questa non è la prima collaborazione fra i due artisti, infatti, il primo singolo che pubblicarono insieme fu Beautiful Pain, dalla versione deluxe di The Marshall Mathers LP 2.
La canzone ha debuttato, sotto forma di anteprima, nel trailer del film The Equalizer - Il vendicatore con Denzel Washington.

## Video musicale
Eminem postò una foto su Instagram come anteprima dell'uscita. Il video fu pubblicato il 24 novembre, sul canale ufficiale VEVO. Il film è stato girato a Detroit, nel Michigan. Il video mostra la vita di un pugile, interpretato dall'attore Al Sapienza; durante il ritornello Sia viene personificata dalla vincitrice di America's Next Top Model, Winnie Harlow.

## Classifiche
| Classifica (2014)         | Posizione massima |
| ------------------------- | ----------------- |
| Australia                 | 22                |
| Austria                   | 53                |
| Belgio (Fiandre)          | 65                |
| Belgio (Vallonia)         | 77                |
| Canada                    | 9                 |
| Danimarca                 | 22                |
| Francia                   | 10                |
| Germania                  | 35                |
| Nuova Zelanda             | 22                |
| Regno Unito               | 10                |
| Repubblica Ceca           | 87                |
| Slovacchia                | 85                |
| Stati Uniti               | 22                |
| Stati Uniti (R&B/hip-hop) | 6                 |
| Svezia                    | 40                |
| Svizzera                  | 30                |
| Ungheria                  | 24                |